# Sisters Are Doin' It for Themselves
Sisters Are Doin' It for Themselves is een duet van Eurythmics en Aretha Franklin uit 1985. Het lied werd door Eurythmics zelf geschreven en bevat een sterk aanwezig feministisch thema. Annie Lennox, de vrouw van het Eurythmics-duo, is zelf voorstander van het feminisme.
Het nummer was eigenlijk bedoeld om gezongen te worden met Tina Turner, maar Eurythmics benaderde Franklin omdat Turner op dat moment niet kon.

## Natalia en The Pointer Sisters
In 2005 werd de hit heruitgebracht als cover door Natalia en The Pointer Sisters. De single werd opgenomen als promotiesingle voor hun gezamenlijke concertreeks Natalia meets The Pointer Sisters in het Sportpaleis te Antwerpen. De single werd op 17 oktober 2005 uitgebracht in België.

### Hitnotering
| "Sisters Are Doing It for Themselves" in de Vlaamse Ultratop 50 - binnen: 29-10-2005 | "Sisters Are Doing It for Themselves" in de Vlaamse Ultratop 50 - binnen: 29-10-2005 | "Sisters Are Doing It for Themselves" in de Vlaamse Ultratop 50 - binnen: 29-10-2005 | "Sisters Are Doing It for Themselves" in de Vlaamse Ultratop 50 - binnen: 29-10-2005 | "Sisters Are Doing It for Themselves" in de Vlaamse Ultratop 50 - binnen: 29-10-2005 | "Sisters Are Doing It for Themselves" in de Vlaamse Ultratop 50 - binnen: 29-10-2005 | "Sisters Are Doing It for Themselves" in de Vlaamse Ultratop 50 - binnen: 29-10-2005 | "Sisters Are Doing It for Themselves" in de Vlaamse Ultratop 50 - binnen: 29-10-2005 | "Sisters Are Doing It for Themselves" in de Vlaamse Ultratop 50 - binnen: 29-10-2005 | "Sisters Are Doing It for Themselves" in de Vlaamse Ultratop 50 - binnen: 29-10-2005 | "Sisters Are Doing It for Themselves" in de Vlaamse Ultratop 50 - binnen: 29-10-2005 | "Sisters Are Doing It for Themselves" in de Vlaamse Ultratop 50 - binnen: 29-10-2005 | "Sisters Are Doing It for Themselves" in de Vlaamse Ultratop 50 - binnen: 29-10-2005 | "Sisters Are Doing It for Themselves" in de Vlaamse Ultratop 50 - binnen: 29-10-2005 | "Sisters Are Doing It for Themselves" in de Vlaamse Ultratop 50 - binnen: 29-10-2005 | "Sisters Are Doing It for Themselves" in de Vlaamse Ultratop 50 - binnen: 29-10-2005 | "Sisters Are Doing It for Themselves" in de Vlaamse Ultratop 50 - binnen: 29-10-2005 | "Sisters Are Doing It for Themselves" in de Vlaamse Ultratop 50 - binnen: 29-10-2005 | "Sisters Are Doing It for Themselves" in de Vlaamse Ultratop 50 - binnen: 29-10-2005 | "Sisters Are Doing It for Themselves" in de Vlaamse Ultratop 50 - binnen: 29-10-2005 | "Sisters Are Doing It for Themselves" in de Vlaamse Ultratop 50 - binnen: 29-10-2005 | "Sisters Are Doing It for Themselves" in de Vlaamse Ultratop 50 - binnen: 29-10-2005 |
| Week                                                                                 | 1                                                                                    | 2                                                                                    | 3                                                                                    | 4                                                                                    | 5                                                                                    | 6                                                                                    | 7                                                                                    | 8                                                                                    | 9                                                                                    | 10                                                                                   | 11                                                                                   | 12                                                                                   | 13                                                                                   | 14                                                                                   | 15                                                                                   | 16                                                                                   | 17                                                                                   | 18                                                                                   | 19                                                                                   | 20                                                                                   |                                                                                      |
| ------------------------------------------------------------------------------------ | ------------------------------------------------------------------------------------ | ------------------------------------------------------------------------------------ | ------------------------------------------------------------------------------------ | ------------------------------------------------------------------------------------ | ------------------------------------------------------------------------------------ | ------------------------------------------------------------------------------------ | ------------------------------------------------------------------------------------ | ------------------------------------------------------------------------------------ | ------------------------------------------------------------------------------------ | ------------------------------------------------------------------------------------ | ------------------------------------------------------------------------------------ | ------------------------------------------------------------------------------------ | ------------------------------------------------------------------------------------ | ------------------------------------------------------------------------------------ | ------------------------------------------------------------------------------------ | ------------------------------------------------------------------------------------ | ------------------------------------------------------------------------------------ | ------------------------------------------------------------------------------------ | ------------------------------------------------------------------------------------ | ------------------------------------------------------------------------------------ | ------------------------------------------------------------------------------------ |
| Nummer                                                                               | 6                                                                                    | 2                                                                                    | 4                                                                                    | 6                                                                                    | 7                                                                                    | 7                                                                                    | 8                                                                                    | 12                                                                                   | 10                                                                                   | 10                                                                                   | 11                                                                                   | 12                                                                                   | 10                                                                                   | 11                                                                                   | 11                                                                                   | 16                                                                                   | 27                                                                                   | 34                                                                                   | 40                                                                                   | 46                                                                                   | uit                                                                                  |